# لی نان (بازیکن بسکتبال)
لی نان (انگلیسی: Li Nan؛ زادهٔ ۲۵ سپتامبر ۱۹۷۴) بازیکن سابق و مربی بسکتبال اهل چین است.
از باشگاه‌هایی که در آن بازی کرده‌است می‌توان به باشگاه بسکتبال بایی راکتس اشاره کرد.
وی در مسابقات کشوری و بین‌المللی در مجموع برندهٔ ۲ مدال طلا، ۱ مدال نقره شده‌است.